# Sagan om Tord rolös

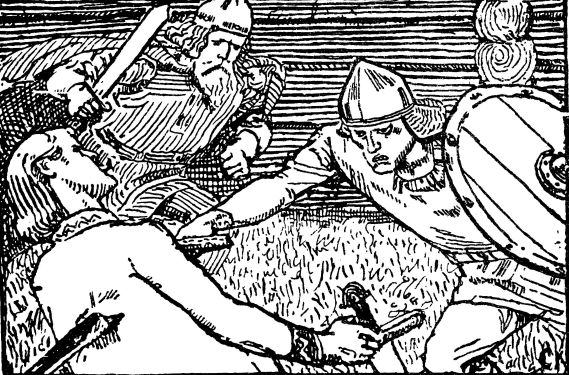
Klypp herse dräper Sigurd Sleve

Sagan om Tord rolös (isl. Þórðar saga hreðu) är en av islänningasagorna. Handlingen äger rum under senare delen av 900-talet. Kronologin är dock inte helt pålitlig.

## Handling
Sagan börjar när Klypp herse tog hämnd på kung Erik Blodyxs son Sigurd "Sleva" Eriksson (927-965) för hustruskändning. Med anledning därav måste Tord och hans syskon utvandra till Island. Han slog sig ner i Midfjorden (isl. Miðfjörður). Sagan handlar sedan om bygdehövdingen Midfjord-Skägges förföljelse av Tord. Tords liv räddas när Tord räddar Midfjord-Skägges son Eid från drunkning och tar honom till sin fosterson.

## Tillkomst, manuskript och översättning
Sagan skrevs troligen omkring år 1350 i sin nuvarande korta form.
Den äldsta handskriften finns i manuskriptet AM 551 dβ qu. från ca år 1400, i vilken finns sagans början. Resten finns i en avskrift från 1600-talet, AM 139 fol. Sagan trycktes först i Hólar år 1756.
Sagan är översatt till svenska av Åke Ohlmarks (1963).